# Sangala
Sangala is een geslacht van vlinders van de familie spanners (Geometridae), uit de onderfamilie Ennominae.

## Soorten
- S. aenea Warren, 1904
- S. alcera Boisduval, 1870
- S. antiphates Druce, 1885
- S. beata Walker, 1856
- S. caelisigna Walker, 1854
- S. cyaneres Prout, 1916
- S. cynara Druce, 1907
- S. choba Druce, 1899
- S. donuca Druce, 1907
- S. glaucata Fletcher, 1952
- S. imparata Walker, 1865
- S. sacrata Felder, 1862
- S. splendidissima Bastelberger, 1911
- S. subcyanea Dognin, 1903
- S. tolosa Druce, 1885
- S. toxicrata Druce, 1893